# 미국 해병대의 부대 및 편성 목록
이 문서는 미국 해병대의 부대 목록이다.

## 사령부

기능사령부
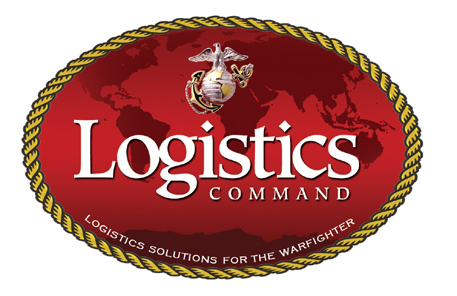
해병대 군수사령부
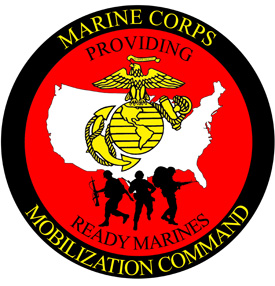
해병대 동원사령부
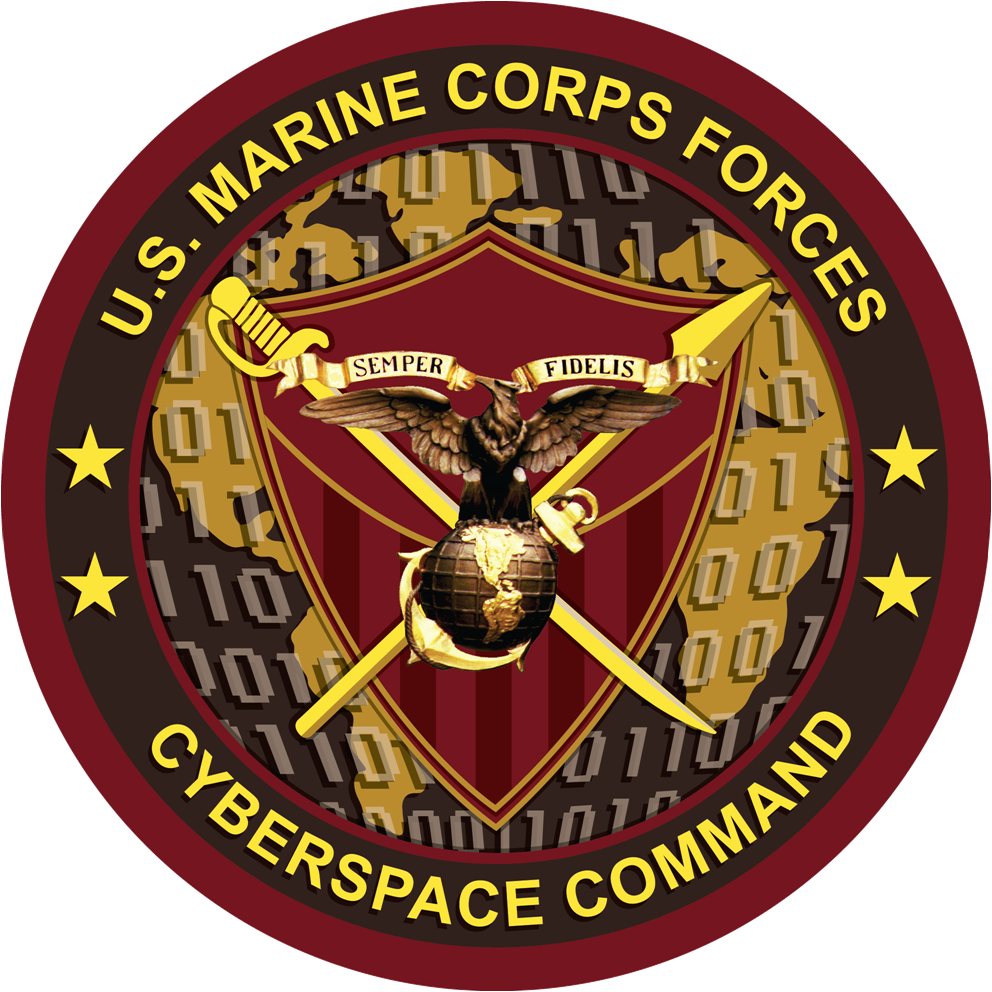
해병대 사이버스페이스사령부
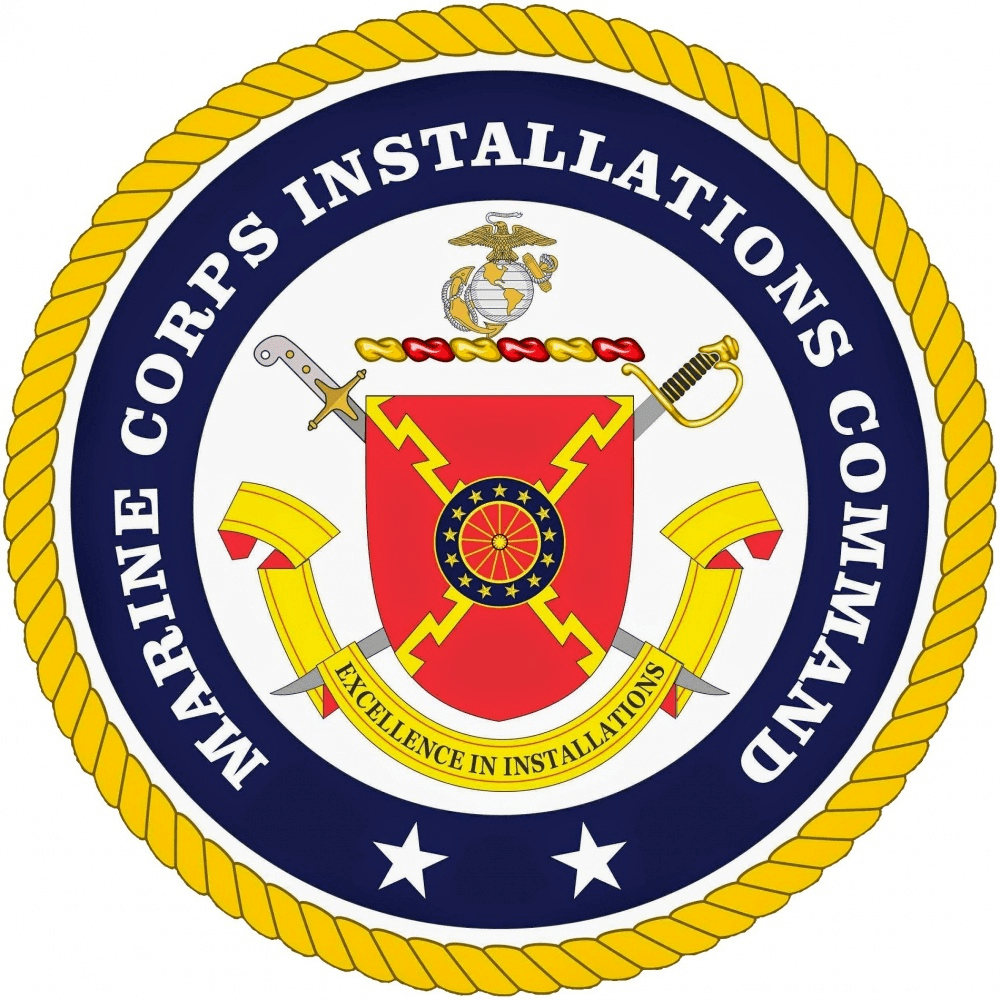
해병대 시설사령부
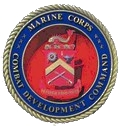
해병대 전투개발사령부
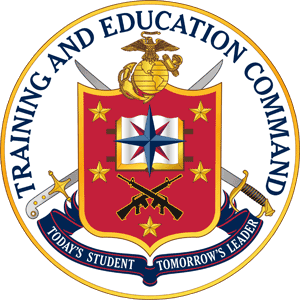
훈련교육사령부
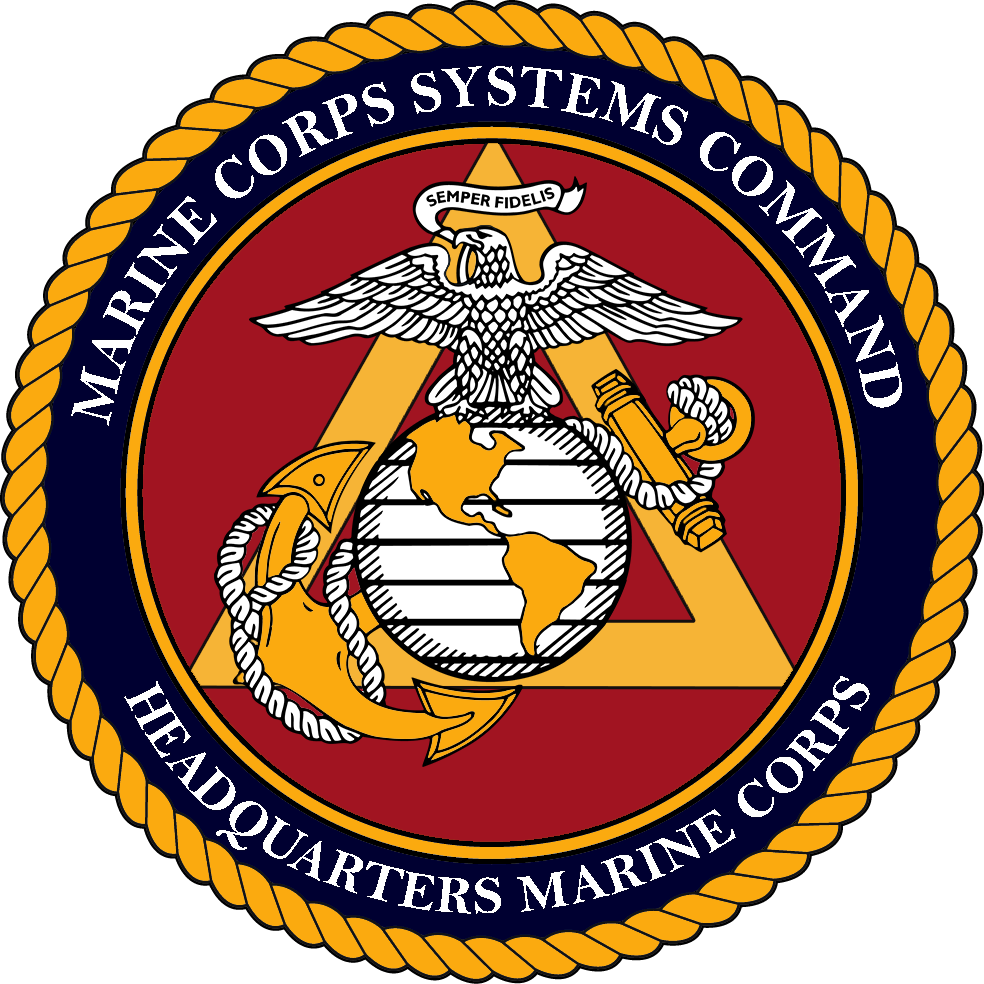
해병대 체계사령부
해병대 특수작전사령부
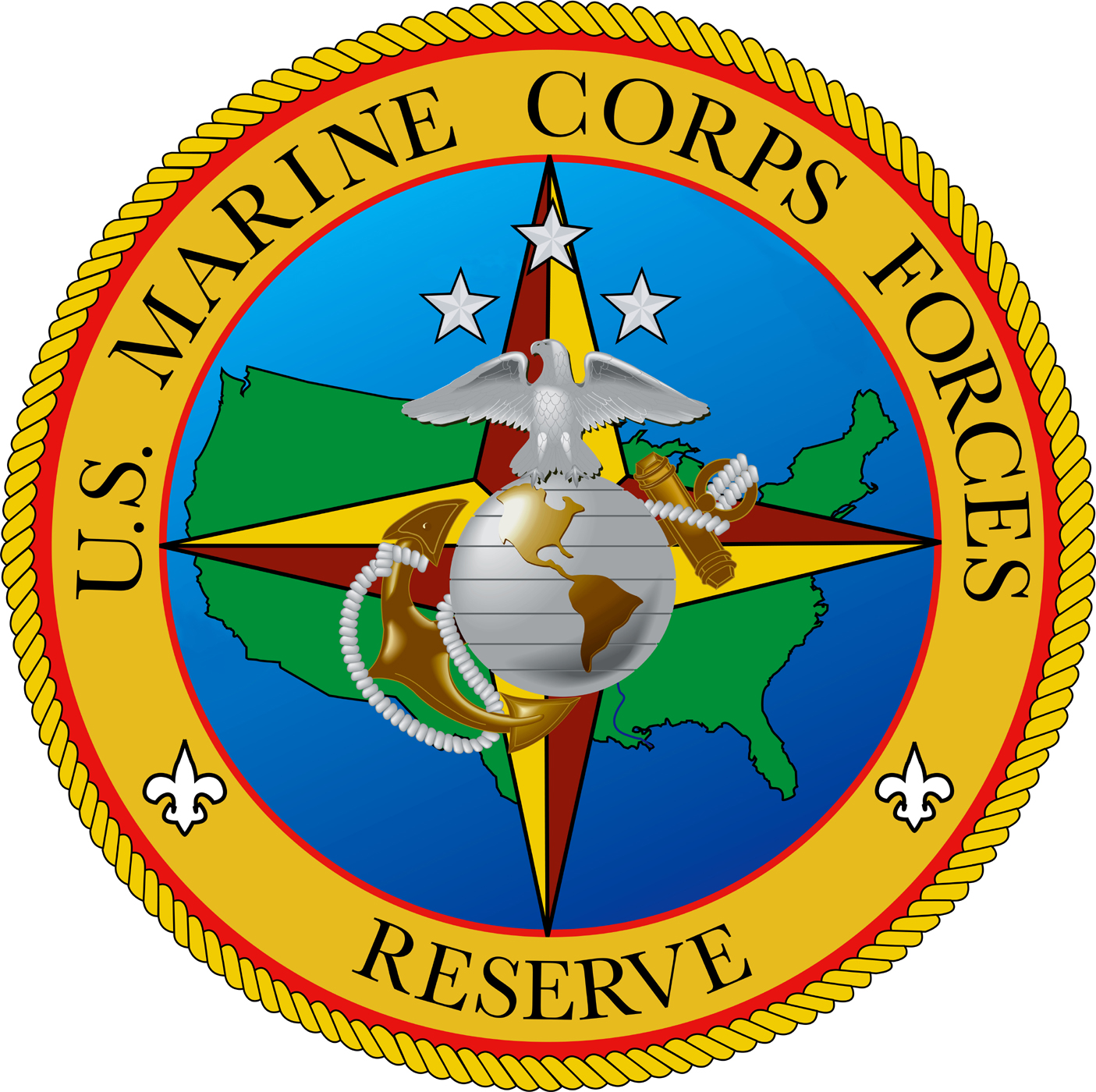
해병대 예비군

지역사령부
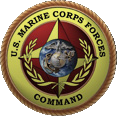
해병대 전력사령부
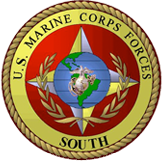
남부 해병대
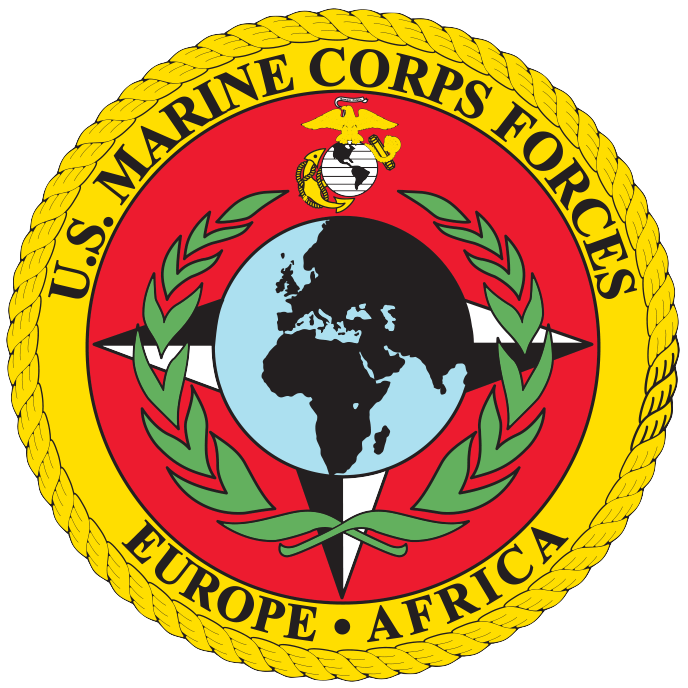
유럽-아프리카 해병대
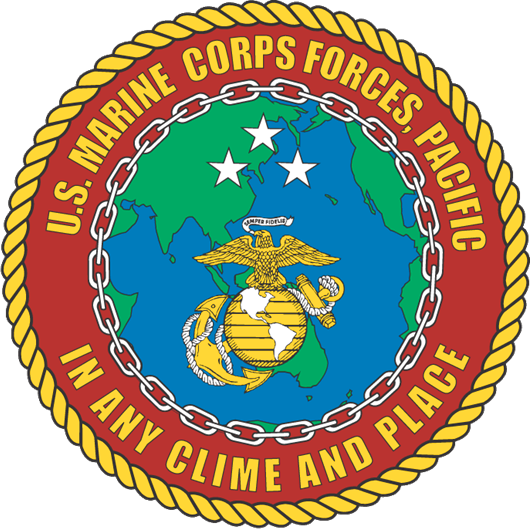
미국 태평양 해병대
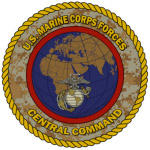
해병대 중부사령부

- 함대해병군
  - 태평양 함대 해병군
  - 대서양 함대 해병군

## 수색대

사단 수색대대
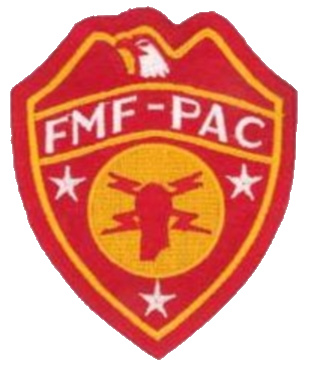
상륙수색대대
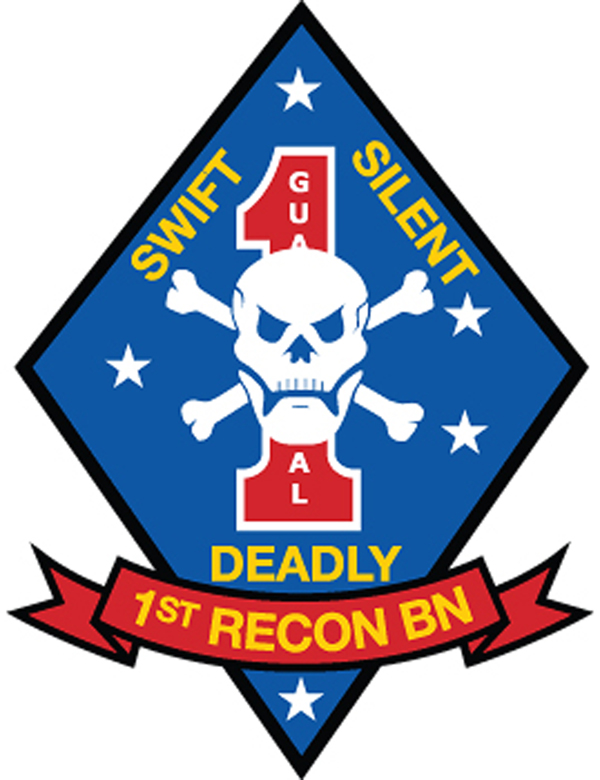
제1수색대대
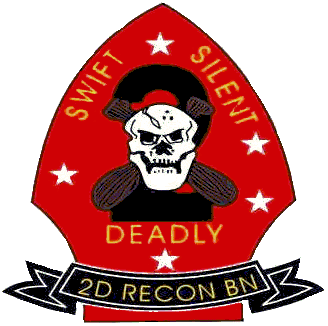
제2수색대대
제3수색대대
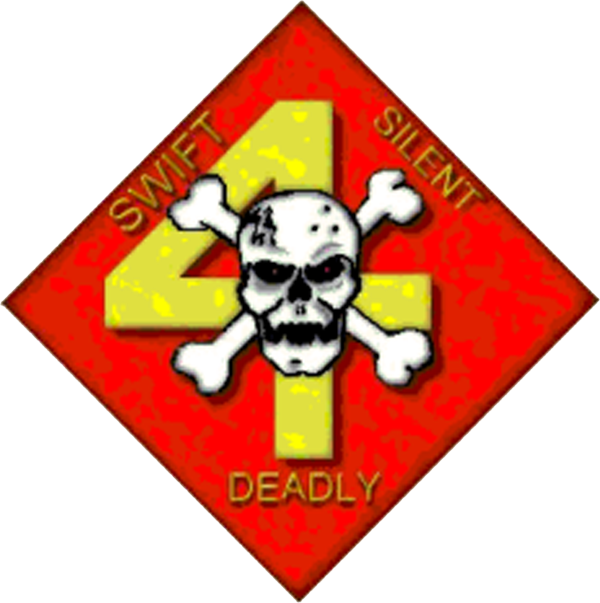
제4수색대대

중대
사단 포스리컨중대
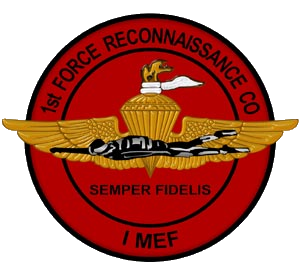
제1포스리컨중대
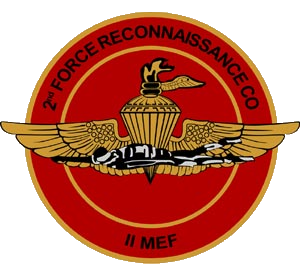
제2포스리컨중대
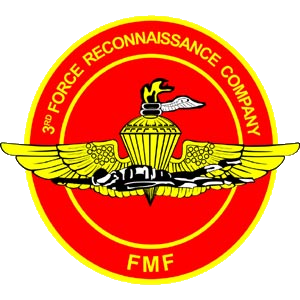
제3포스리컨중대
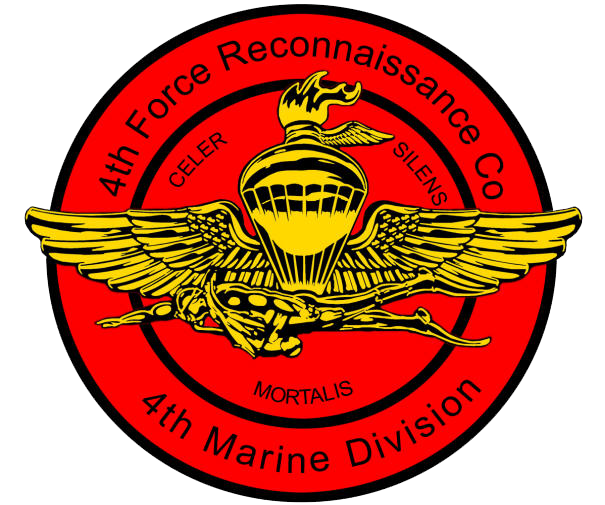
제4포스리컨중대
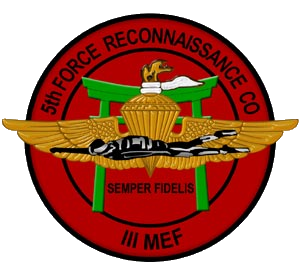
제5포스리컨중대
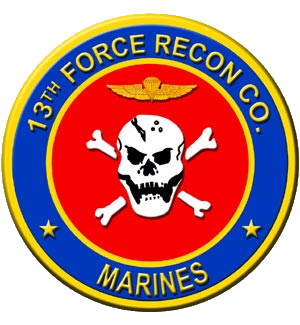
제13포스리컨중대

## 군단

상륙군단 (제2차 세계 대전)
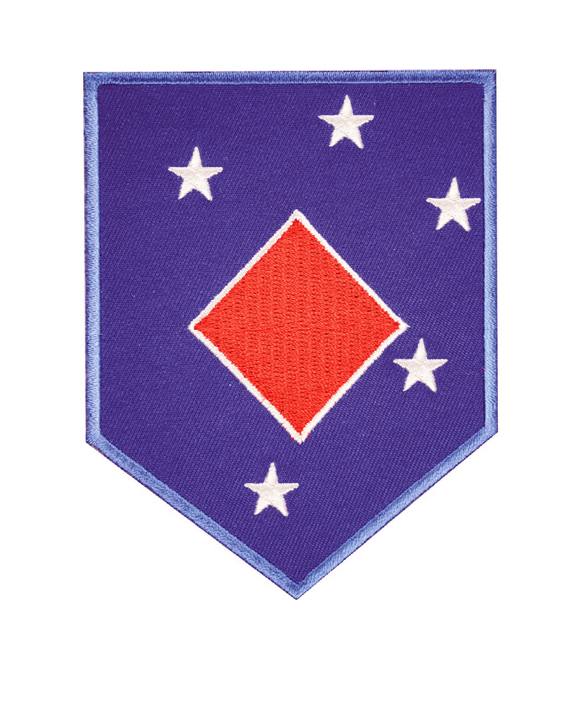
제1(I)해병상륙군단
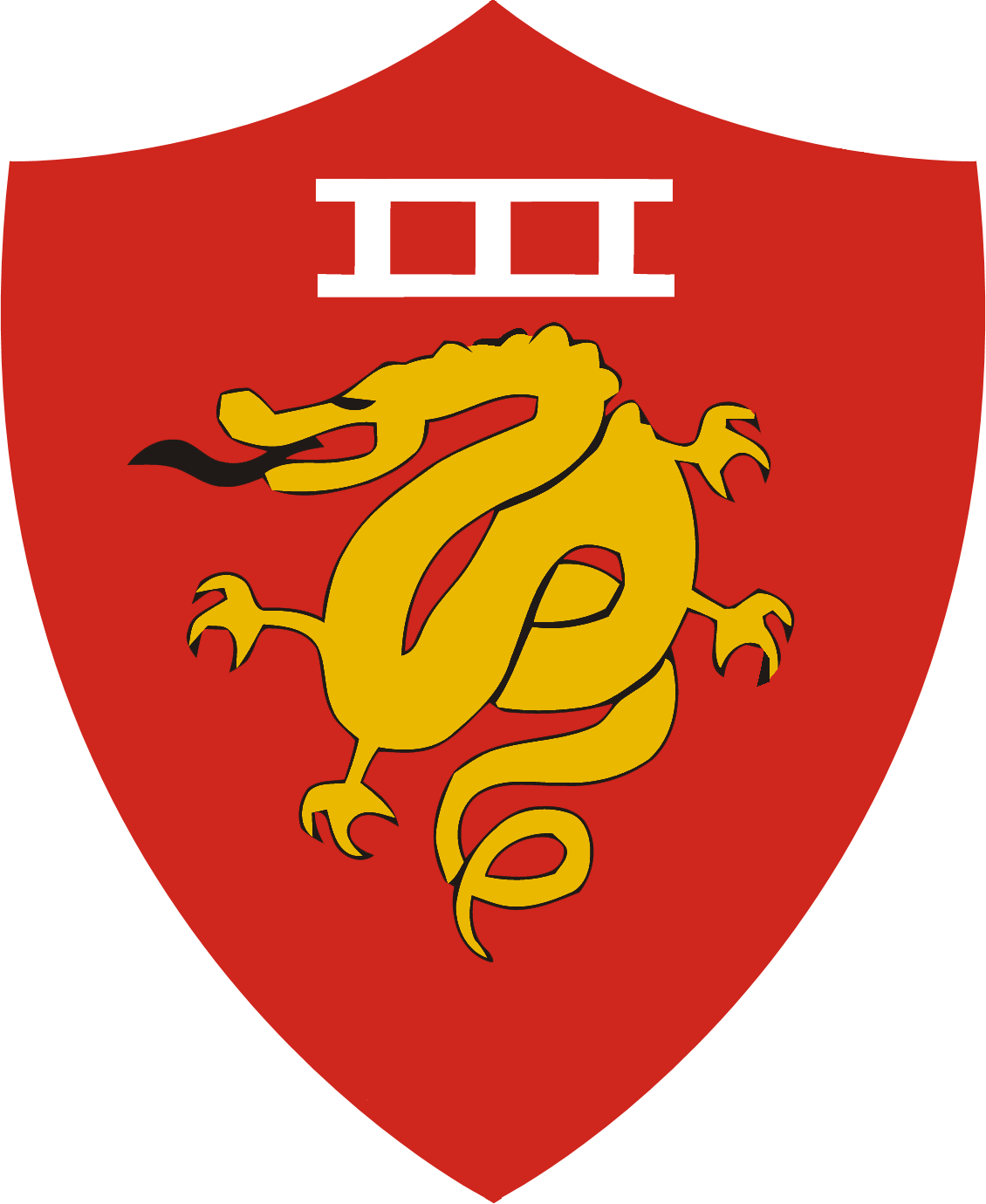
제3(III)해병상륙군단
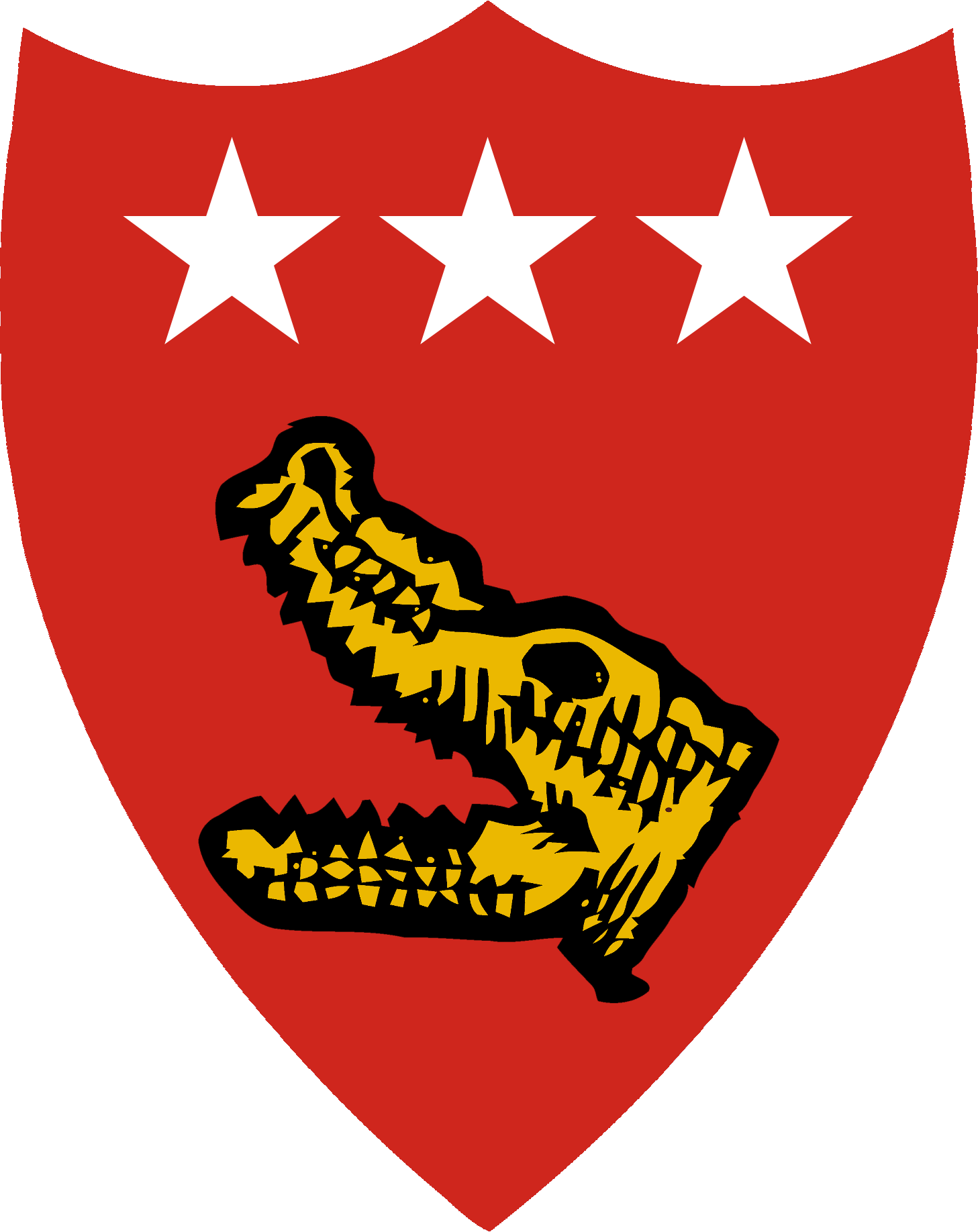
제5(V)상륙군단

원정군
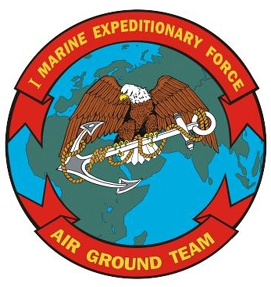
제1(I)해병원정군
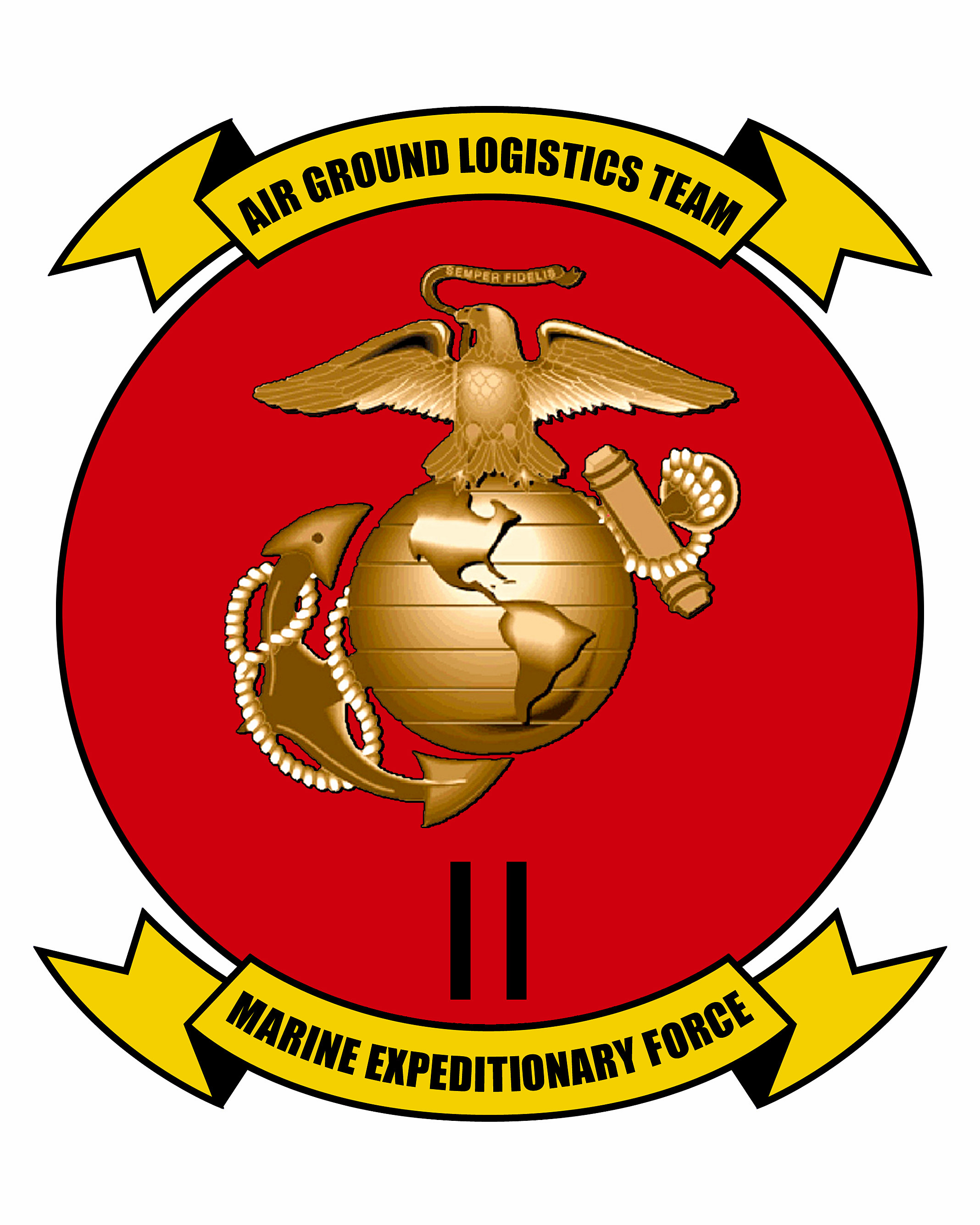
제2(II)해병원정군
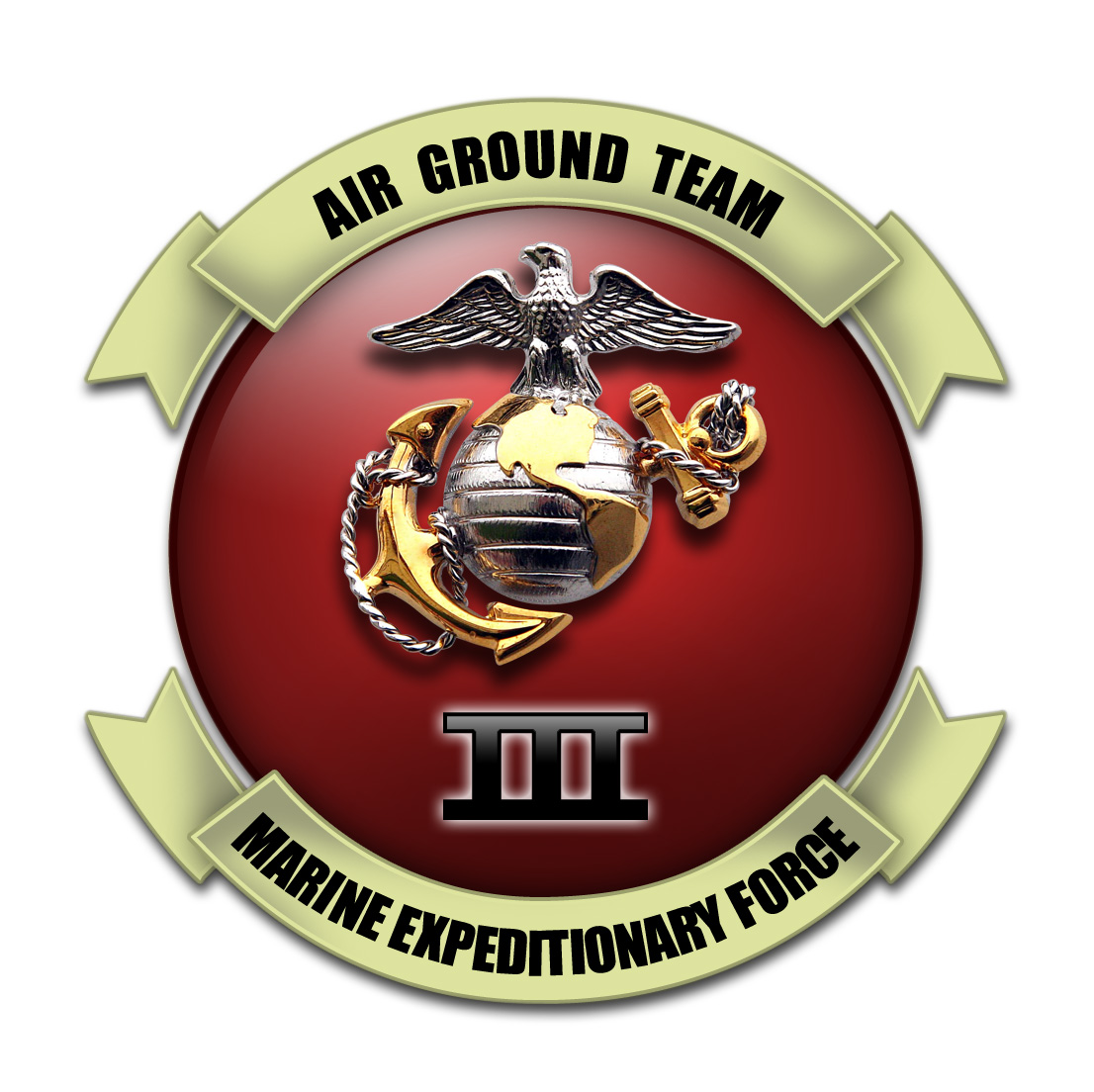
제3(III)해병원정군

## 사단

사단
제1해병사단
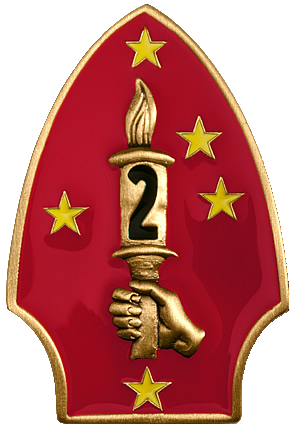
제2해병사단
제3해병사단
제4해병사단
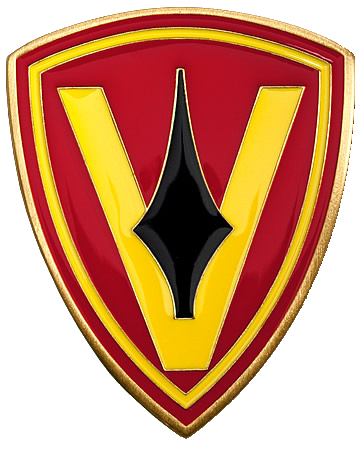
제5해병사단
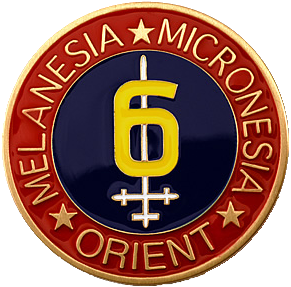
제6해병사단

## 여단
- 제1해병임시여단
- 제2해병임시여단
- 제3해병임시여단
- 제1해병원정여단
- 제2해병원정여단
- 제3해병원정여단
- 제4해병원정여단
- 제5해병원정여단
- 제6해병원정여단
- 제7해병원정여단
- 제9해병원정여단

## 원정대

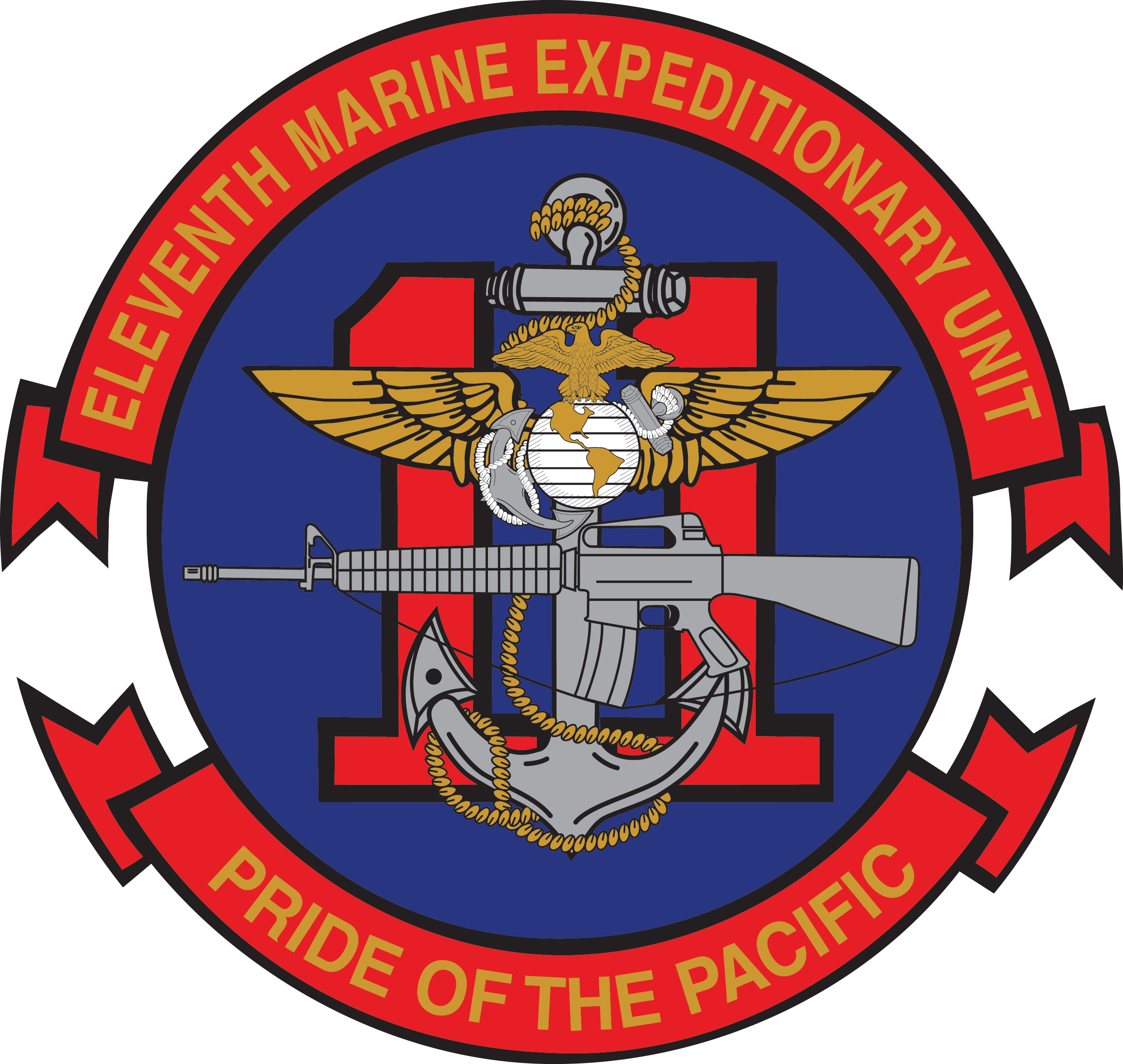
제11해병원정대
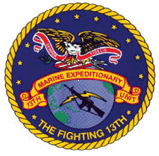
제13해병원정대
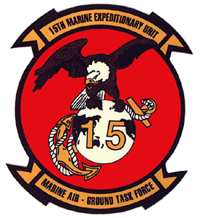
제15해병원정대
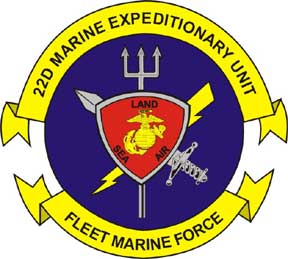
제22해병원정대
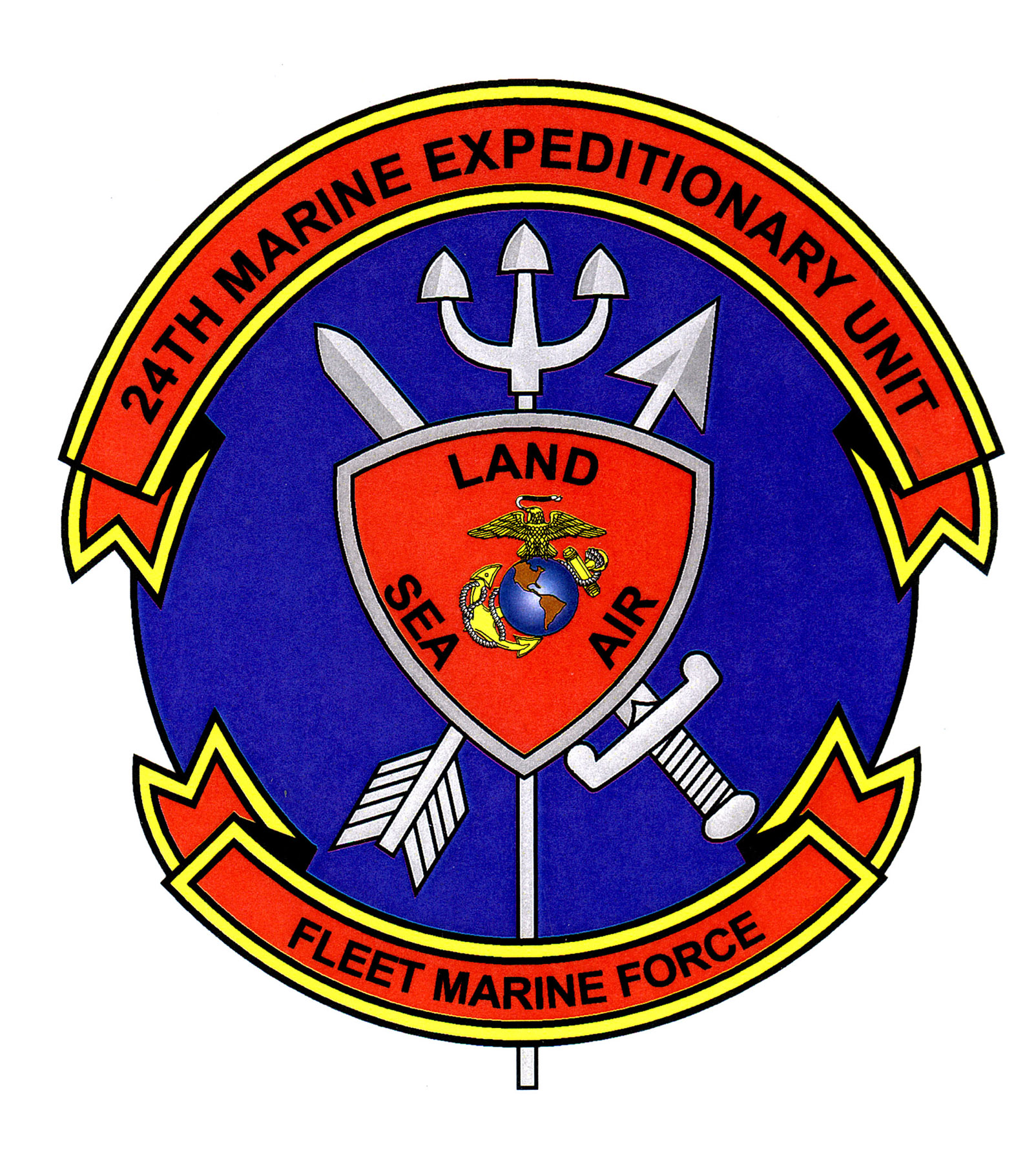
제24해병원정대
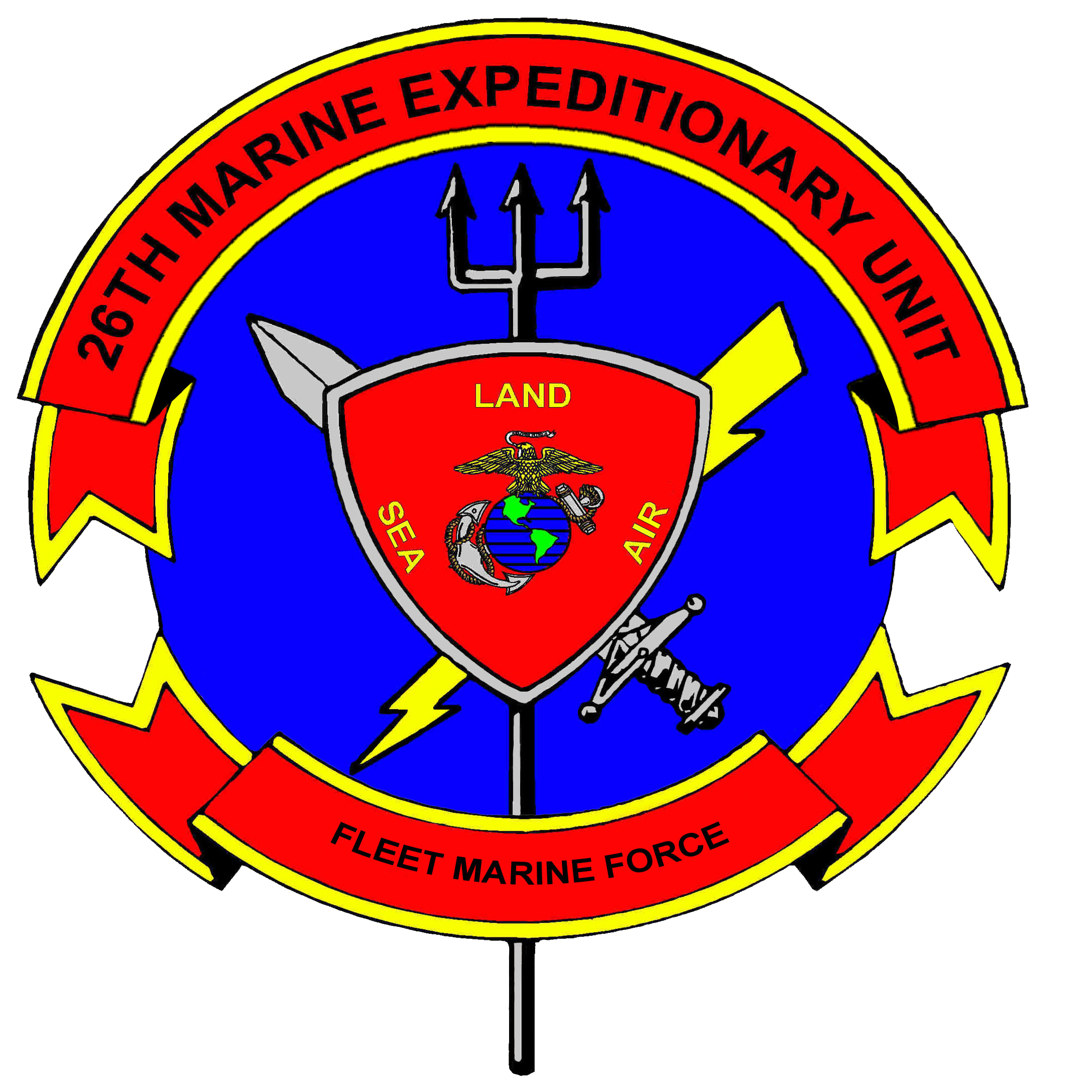
제26해병원정대
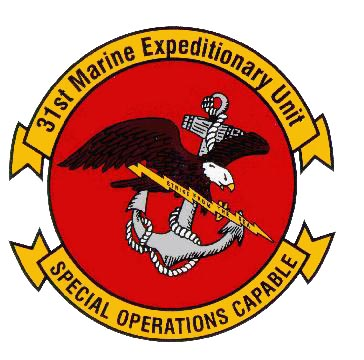
제31해병원정대

## 단

그 외
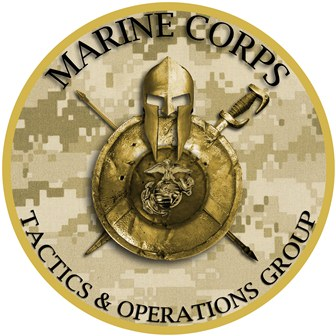
해병대 전술작전단
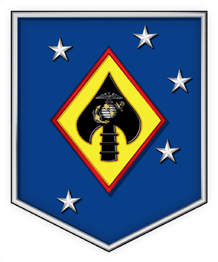
해병레이더지원단
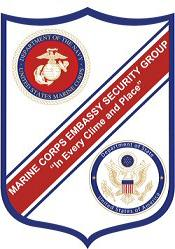
해병대 대사관경비단

군수단
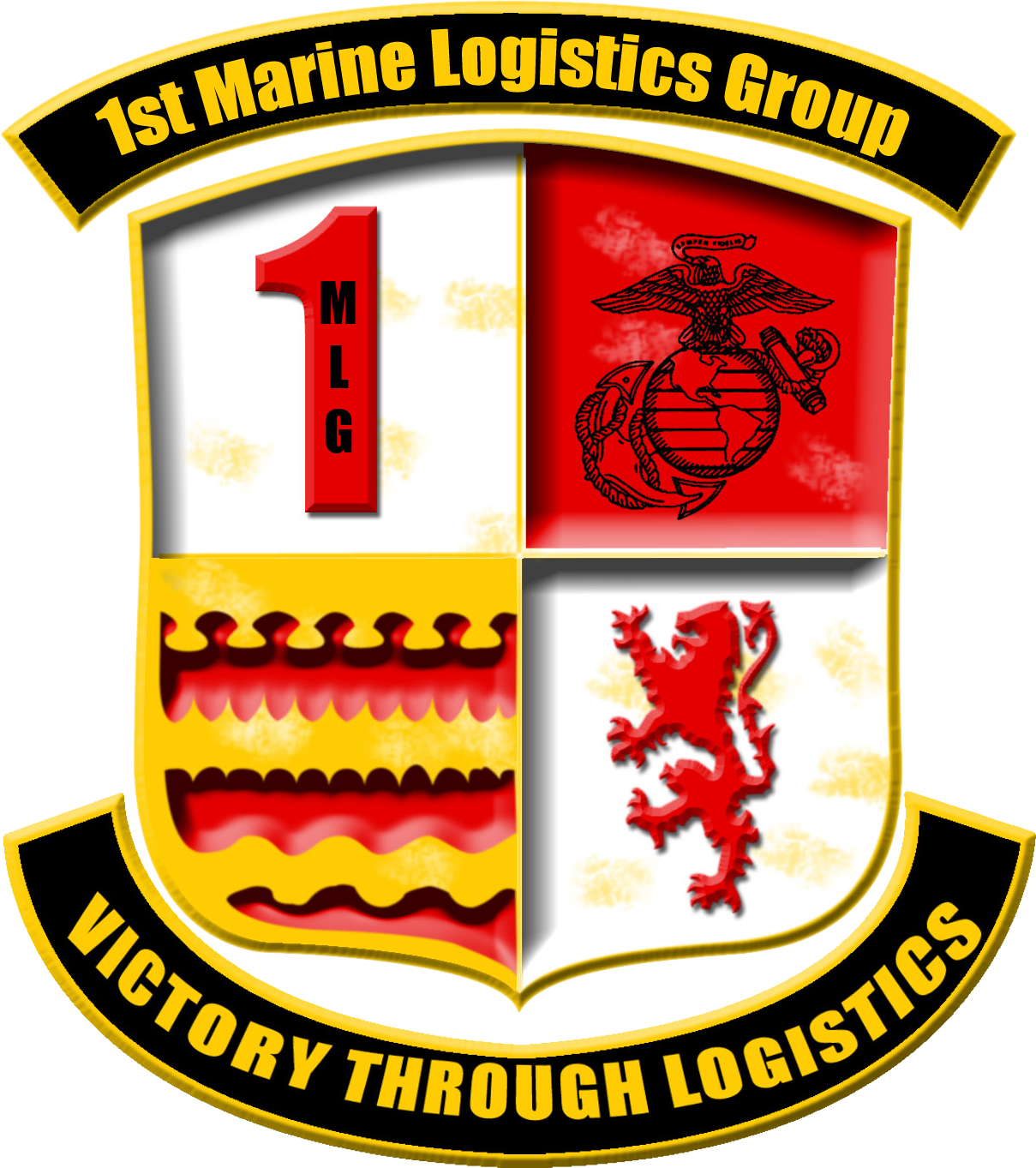
제1해병군수단
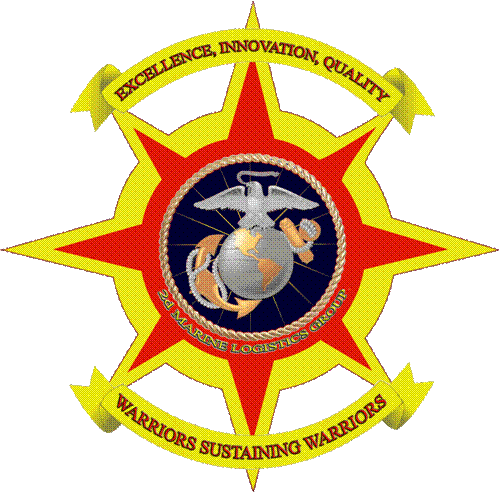
제2해병군수단
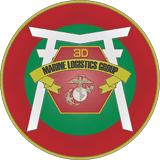
제3해병군수단
제4해병군수단

민사단
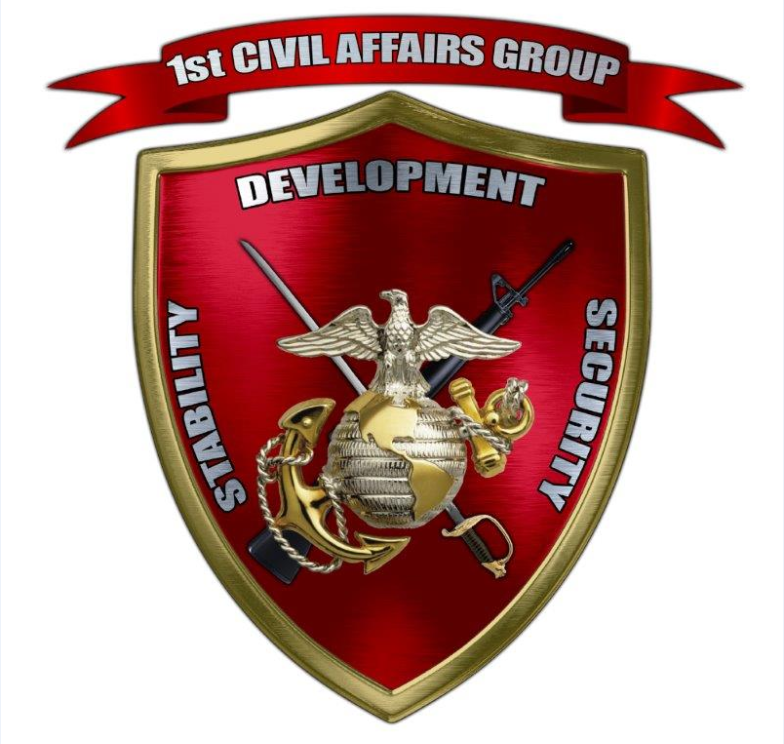
제1해병민사단
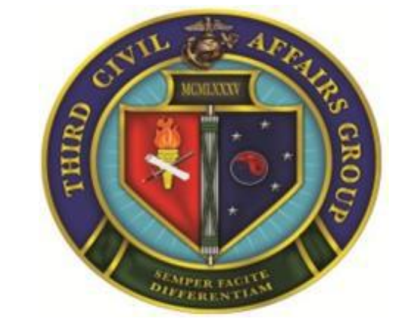
제3해병민사단
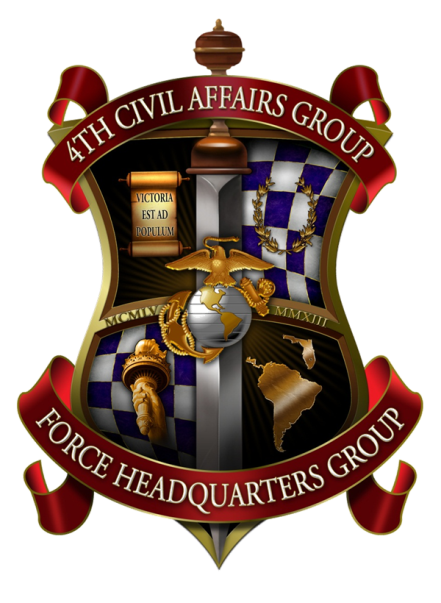
제4해병민사단

- 그 외
- 해병대 전술작전단
- 해병레이더지원단
- 해병대 대사관경비단

## 같이 보기
- 미국 해병 항공대의 부대 목록
- 미국 해병대의 시설 목록